# Kremmer Damm

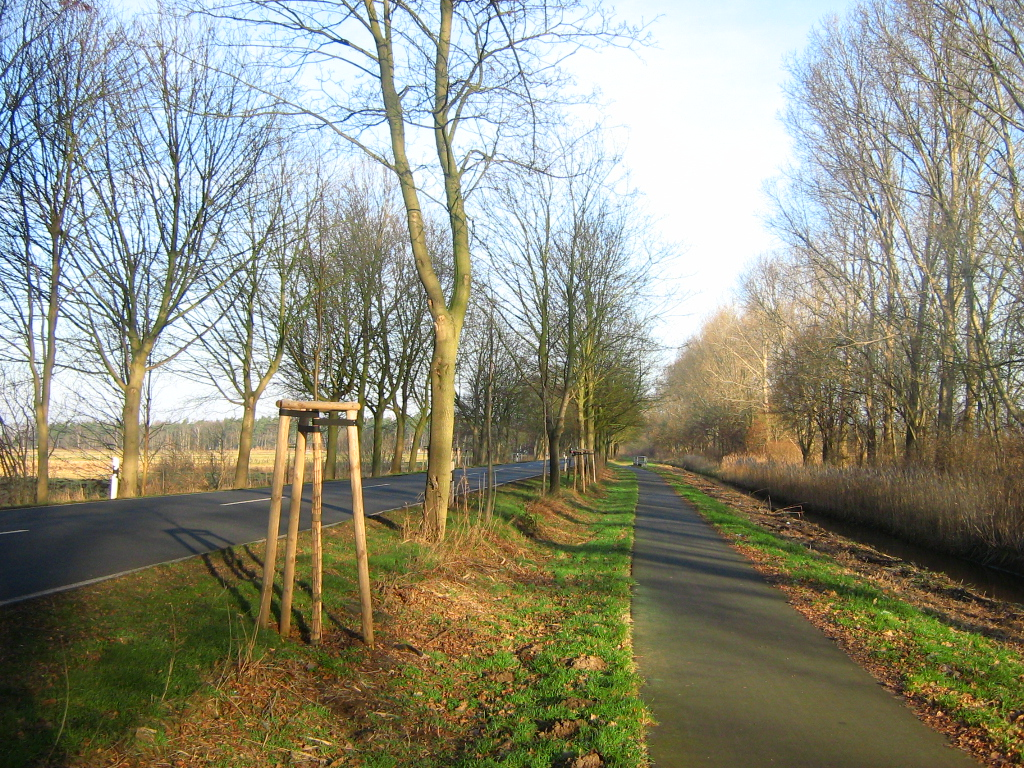
Kremmer Damm, 2008

Der Kremmer Damm (nach der Stadt Kremmen) ist eine Straßenverbindung zwischen dem Ländchen Glien und der Rüthnicker Heide im Norden des Landes Brandenburg. Er überwindet das Kremmener Luch, einen Bestandteil des Rhinluchs, und durchquert die Lange Horst, eine eiszeitliche Sanddüne.
Die Ursprünge des Dammes gehen auf die zweite deutsche Ostkolonisation (ab 1147) zurück. Zuvor wurde das damals meist noch überschwemmte Luch weiter westlich an der Belliner Fähre (Fehrbellin) überquert. Der Kremmer Damm war über Jahrhunderte ein Knüppeldamm, der regelmäßig erneuert bzw. repariert werden musste. Es war nicht selten, dass die ihn überquerenden Wagen bis zu den Achsen im Wasser fuhren. Nach der Melioration des Rhinluchs im 18. Jahrhundert begann man, die Straße zu befestigen. Heute verläuft auf dem Damm die Landesstraße 19 zwischen der Stadt Kremmen und ihrem Ortsteil Sommerfeld.

## Die strategische Bedeutung des Kremmer Dammes

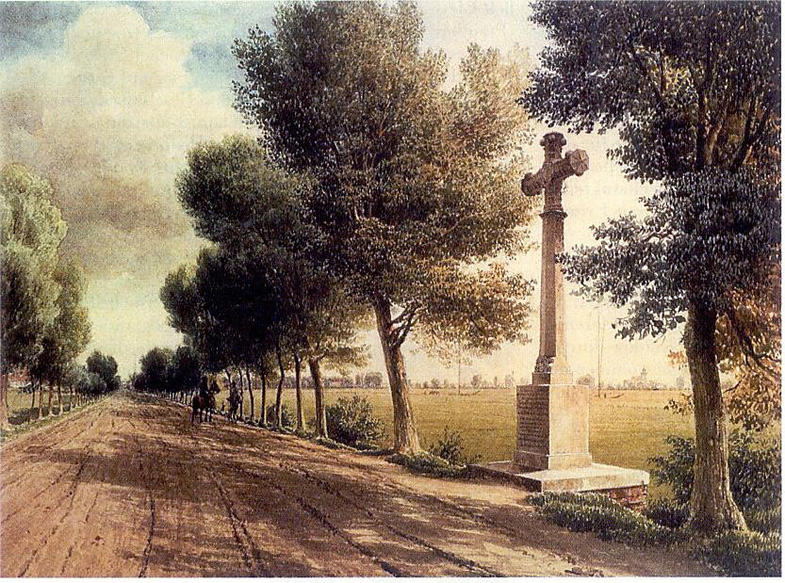
„Kreuz am Kremmer Damm“, 1848

Im 12. Jahrhundert stellte das östliche Rhinluch eine Trennlinie zwischen der von Havelberg ausgehenden Besiedlung im Ruppiner Land und der von Spandau ausgehenden Besiedlung auf dem Glien und dem Bellin dar. Seit dem 13. Jahrhundert wurde versucht, die Mark Brandenburg bis an die untere Oder zu vergrößern. So entstand ein Konflikt mit den pommerschen Herzögen, die das Gebiet bereits erobert hatten. Gegenangriffe der Pommern richteten sich von Norden her gegen den Spandauer Raum, wodurch der Kremmer Damm militärische Bedeutung gewann. Die Lage des Kremmer Dammes erlaubte ein weitgehend unbemerktes Vordringen durch die wenig besiedelten Nordbrandenburgischen Wälder, ohne sich Städten wie Neuruppin oder Löwenberg zu sehr nähern zu müssen. In der Zeit des 14. und 15. Jahrhunderts sind zwei Schlachten überliefert.

### Die Schlacht am 1. August 1332
Anfang des 14. Jahrhunderts herrschten in Pommern die Herzöge Otto I. und Barnim III. Da sie nicht Lehnsmänner der Brandenburger Markgrafen sein wollten, verbündeten sie sich mit den Herzögen von Mecklenburg und dem Grafen von Schwerin und zogen im Pommersch-Brandenburgischen Krieg gegen Markgraf Ludwig von Brandenburg. Der Krieg dauerte von 1329 bis 1333 und gipfelte am 1. August 1332 in der ersten Schlacht am Kremmer Damm, die die pommerschen Herzöge gewannen. Über diese Schlacht entstand später ein Volkslied, das durch Theodor Fontane bekannt wurde.

### Die Schlacht am 24. Oktober 1412

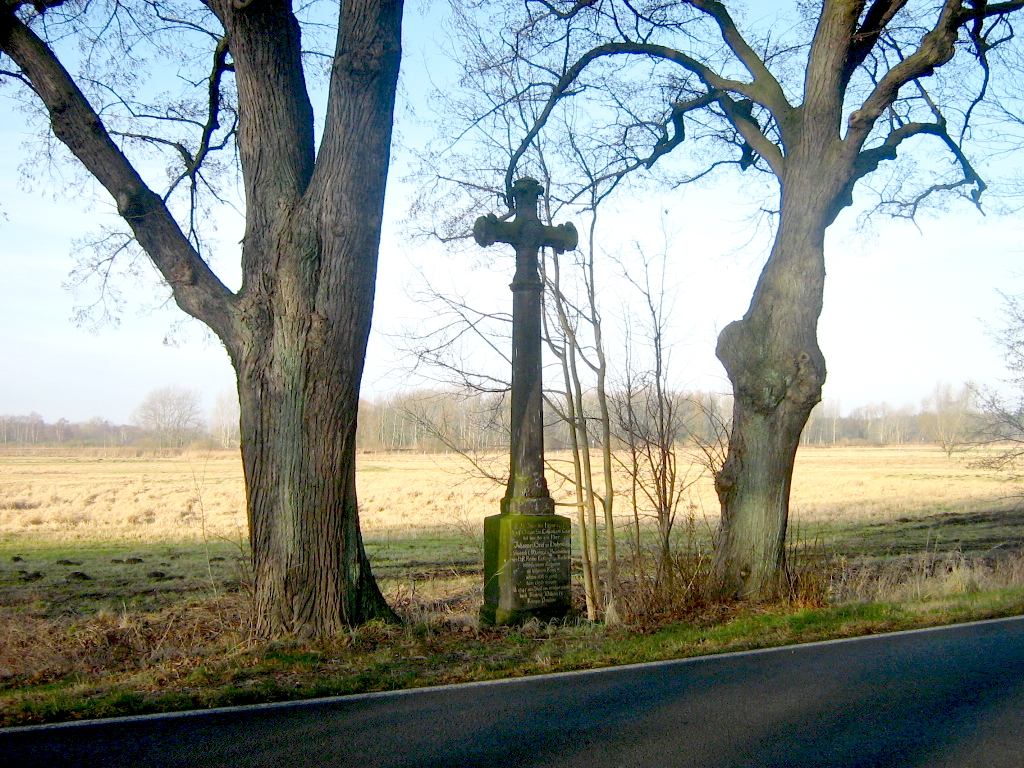
Das Kreuz am Kremmer Damm

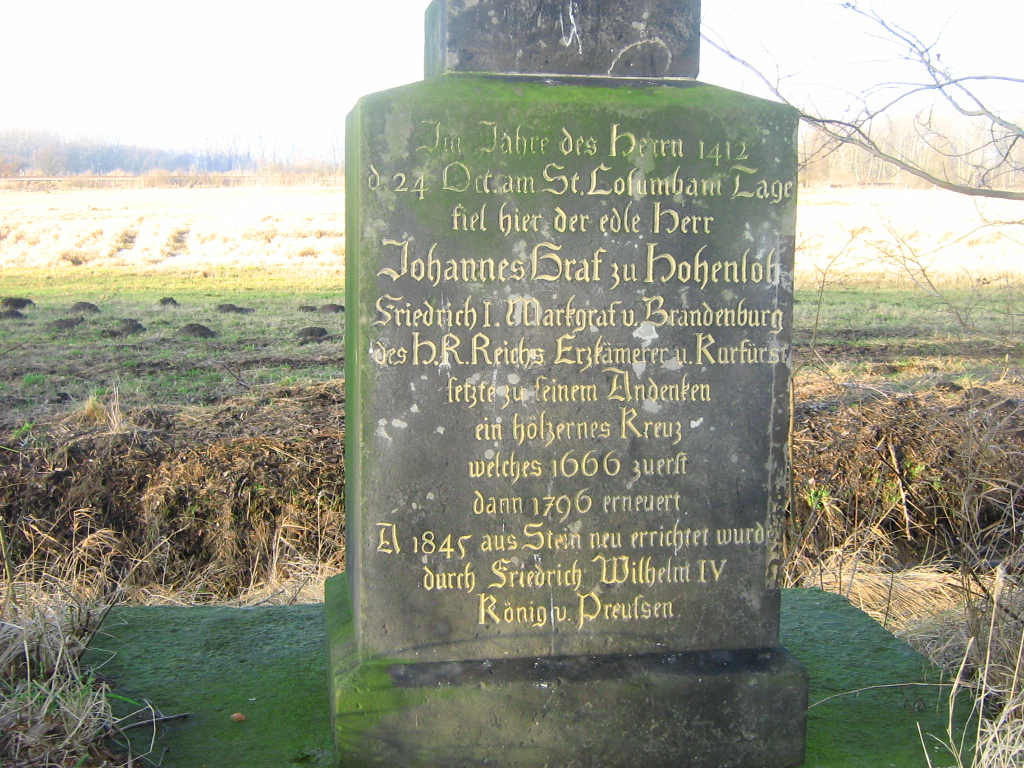
Inschrift am Kreuzsockel

Gegenüber standen sich auf Seite der Pommern die Herzöge Otto II. und Kasimir V. von Pommern-Stettin sowie auf brandenburgischer Seite Burggraf Friedrich und mit ihm verbündete fränkische Ritter. Die mehr sagenhafte Überlieferung schildert, wie die Pommern den Damm eroberten, sich aber dann trotzdem wieder nach Norden zurückzogen. Auf brandenburgischer Seite fielen der fränkische Ritter Kraft von Lentersheim, der vom Damm abgedrängt wurde und im Luch versank, sowie Ritter Philipp von Utenhoven und Graf Johannes von Hohenlohe. Beide wurden in der Franziskaner-Klosterkirche von Berlin beerdigt. Der Burggraf Friedrich, der dem Grafen von Hohenlohe sehr nahestand, ließ an der Stelle, an der dieser gefallen war, ein Kreuz errichten. Das Kreuz wurde später unter dem Großen Kurfürsten und danach noch einmal unter Friedrich Wilhelm IV. erneuert. Das letztere steht noch heute. 1912 beging die Stadt Kremmen die 500-Jahr-Feier mit einem Festumzug und der Enthüllung eines Hohenzollern-Denkmals.
Die Überlieferungen beider Schlachten sind teilweise widersprüchlich und haben sich über die lange Zeit vermutlich vermischt.